# Fritillaria yuzhongensis
Fritillaria yuzhongensis là một loài thực vật có hoa trong họ Liliaceae. Loài này được G.D.Yu & Y.S.Zhou miêu tả khoa học đầu tiên năm 1985.